# Distrito de Donnersberg
El distrito de Donnersberg es uno de los veinticuatro distritos del estado alemán de Renania-Palatinado. Está ubicado en la zona centro-sur del estado, al oeste de la ciudad de Worms y al noreste de Kaiserslautern, con una población a finales de 2016 de 75 203 habitantes, una densidad poblacional de 120 hab/km² y una superficie de 645 km². Su capital es la ciudad de Kirchheimbolanden.

## Localidades
- Albisheim